# Guido d'Arezzo (krater)
Guido d'Arezzo är en nedslagskrater på planeten Merkurius, med en diameter på ungefär 58 kilometer.
1976 uppkallades kratern efter Guido från Arezzo.